# Liste von Persönlichkeiten der Stadt Cherson
Die folgende Liste enthält Personen, die in Cherson geboren wurden sowie solche, die zeitweise dort gelebt und gewirkt haben, jeweils chronologisch aufgelistet nach dem Geburtsjahr. Die Liste erhebt keinen Anspruch auf Vollständigkeit.

## In Cherson geborene Persönlichkeiten

### Bis 1900
- Nikolai Utin (1841–1883), russischer Revolutionär
- Maximilian Bern, ursprünglich Bernstein (1849–1923), deutscher Schriftsteller und Herausgeber
- Samuil Maikapar (1867–1938), russischer Komponist und Pianist karäischer Abstammung
- Emil Cooper (1877–1960), Violinist und Dirigent
- Emmanuel Metter (1878–1941), russischer Dirigent
- Serafima Gopner (1880–1966), sowjetische Politikerin und Historikerin
- Alexander Matwejewitsch Schitomirski (1881–1937), russischer Komponist
- Oleksij Schowkunenko (1884–1974), Kunstmaler
- Grigori Adamow (1886–1945), russischer Schriftsteller
- Jakow Skomorowski (1889–1955), sowjetischer Jazztrompeter und Bandleader
- Leonid Brümmer (1889–1971), sowjetischer Maler deutsch-französischer Abstammung
- Natalija Ossadtscha-Janata (1891–1982), ukrainisch-US-amerikanische Botanikerin
- Mosche Scharet (1894–1965), israelischer Politiker und Ministerpräsident Israels
- Wladimir Orlow (1895–1938), sowjetischer Militär
- Jefim Golyscheff (1897–1970), Komponist und Maler
- Marija Fortus (1900–1981), russische bzw. sowjetische Agentin

### Ab 1901
- Leonid Wereschtschagin (1909–1977), ukrainisch-sowjetischer Physiker, Chemiker und Hochschullehrer
- Mircea Ionescu-Quintus (1917–2017), rumänischer liberaler Politiker und Justizminister (1991/92)
- Mykola Hrynko (1920–1989), ukrainisch-sowjetischer Schauspieler
- Georgi Arbatow (1923–2010), russischer Politologe
- Larissa Latynina (* 1934), sowjetische Kunstturnerin und Olympiateilnehmerin
- Jewhen Kutscherewskyj (1941–2006), Fußballtrainer
- Andrei Sabrodski (* 1946), Festkörperphysiker
- Serhij Postrjechin (* 1957), sowjetischer Kanute
- Sergei Garmasch (* 1958), russischer Schauspieler und Synchronsprecher
- Irina Čeluškina (* 1961), serbisch-ukrainische Schachspielerin
- Sergei Stanischew (* 1966), Ministerpräsident Bulgariens 2005–09
- Oleksandr Martschenko (* 1968), Ruderer
- Jurij Maximow (* 1968), Fußballspieler
- Ihor Kolychajew (* 1971), Politiker und Unternehmer
- Tetjana Lyssenko (* 1975), Kunstturnerin und Olympiasiegerin
- Inna Janowska (* 1976), Schachspielerin
- Jurij Kerpatenko (1976–2022), Chefdirigent, von russischen Soldaten erschossen
- Jurij Nikitin (* 1978), Trampolinturner
- Tetjana Proworowa (* 1978), Schauspielerin
- Artem Morosow (* 1980), Ruderer
- Alissa Podoljak (* 1980), Diplomatin
- Anastassija Pidpalowa (* 1982), Handballspielerin
- Kateryna Handsjuk (1985–2018), Bürgerrechtsaktivistin
- Ilja Mutschnik (* 1985), Schachspieler
- Julyja Snopowa (* 1985), Handballspielerin
- Wiktorija Borschtschenko (* 1986), Handballspielerin
- Andrij Prozenko (* 1988), Hochspringer
- Katharina Michajlova (* 1989), deutsche Tischtennisspielerin
- Sergei Polunin (* 1989), ukrainisch-russischer Balletttänzer
- Max Barskih (* 1990), Sänger
- Dmytro Michai (* 1990), Ruderer
- Inna Schewtschenko (* 1990), Aktivistin von FEMEN
- Oleksandr Karawajew (* 1992), Fußballspieler
- Jelysaweta Mereschko (* 1992), Schwimmerin
- Jewhenija Nimtschenko (* 1992), Ruderin
- Nicholas Perry aka Nikocado Avocado (* 1992), YouTuber
- Iwan Jenin (* 1994), russischer Fußballspieler
- Wiktor Kowalenko (* 1996), Fußballspieler
- Anastassija Tschetwerikowa (* 1998), Kanutin